# Puls teatar
Prvo prigradsko pozorište - Puls Teatar je pozorište u gradskoj opštini Lazarevac. Otvoreno je 13. februara 2009 godine, a radi  u okviru Centra za kulturu Lazarevac, na adresi Hilandarska 2, u samom centru Lazarevca, gde u oviru repertoara ima raznoliku ponudu predstava dečije i večernje scene, kao i mnoga gostovanja kako domaćih tako i regionalnih pozorišta.
Puls Teatar organizuje i Pozorišni ringišpil, festival pozorišta za decu i mlade, kao i MFHZD (Međunarodni festival humora za decu).
Teatar redovno nastupa na mnogim domaćim i međunarodnim festivalima, samo pozorište je dobitnik preko dvadeset pet srukovnih nagrada kao i Vidovdanske nagrade GO Lazarevac i nagrade Srpske pravoslavne crkve za pomoć u rekonstrukciji Hrama Velikomučenika Dimitrija, kao i mnogih pojedinačnih nagrada za glumu i režiju.

## Predstave
Puls teatar je realizovao predstave:
- Pozorišna predstava za decu "MAGIČNI POKLON" (decembar 2022.)
- Pozorišna predstava "KAO DA NE BISMO" (maj 2022.)
- Pozorišna predstava "LJUBAV SE NOSI U TRI" (maj 2022.)
- Pozorišna predstava za decu "OTKAČENA NOVOGODIŠNJA BAJKA" (decembar 2021.)
- Plesna etida "SVITANJE" (jun 2021.)
- Pozorišna predstava "TAČKA PRE ZASIĆENJA" (jun 2021.)
- Pozorišna predstava "DOK BUDE LOVE, BIĆE I PARA" (maj 2021.)
- Pozorišna predstava za decu "SREBRNI CAR" (oktobar 2020.)
- Pozorišna predstava "LAVINA" (januar 2020.)
- Pozorišna predstava "NIKO I NIŠTA" (decembar 2019.)
- Pozorišna predstava za decu "NOVOGODIŠNJE LAGARIJE" (decembar 2019.)
- Pozorišna predstava "VIOLINA, DAIRE I PEGLA" (oktobar 2019.)
- Pozorišna predstava za decu i mlade "STRAHINJA" (oktobar 2019.)
- Pozorišna predstava "KIRI I KLODEL" (avgust 2019.)
- Pozorišna predstava "NAŠI PRECI, JEDITE SA NAMA" (mart 2019.)
- Pozorišna predstava "O(P)STANAK" (mart 2019.)
- Pozorišna predstava za decu "NOVOGODIŠNJA PERIPETIJA" (decembar 2018.)
- Pozorišna predstava "ŽIVI SU, NIJE SMEŠNO" (decembar 2018.)
- Pozorišna predstava za decu "DAMOJED" (septembar 2018.)
- Pozorišna predstava "VIŠNJIK" (jun 2018.)
- Pozorišna predstava za decu "PAZI, CRVENO!" (maj 2018.)
- Pozorišna predstava "KOD ŠEJTANA ILI JEDNA DOBRA ŽENA" (april 2018.)
- Pozorišna predstava "MASLAČAK I RETARD" (mart 2018.)
- Pozorišna predstava "BALKANSKA TUŽBALICA" (februar 2018.)
- Pozorišna predstava za decu "NOVOGODIŠNJA ZBRKA" (decembar 2017.)
- Pozorišna predstava "DOM BERNARDE ALBE" (novembar 2017.)
- Pozorišna predstava "POST KVARTET" (avgust 2017.)
- Pozorišna predstava "TREZNILIŠTE" (jun 2017.)
- Pozorišna predstava "VRAPČIĆ" (januar 2017.)
- Pozorišna predstava za decu "MUDRO PRASENCE" (decembar 2016.)
- Pozorišna predstava za decu "LJUBAV NA PRVI POGLED" (novembar 2016.)
- Pozorišna predstava "ALISA" (septembar 2016.)
- Pozorišna predstava "EPITAF" (jul 2016.)
- Pozorišna predstava "ČARUGA" (oktobar 2015.)
- Pozorišna predstava "ISTRAJNOST" (jun 2015.)
- Pozorišna predstava "DRITA" (mart 2015.)
- Pozorišna predstava "PRAH I PEPEO" (decembar 2014.)
- Pozorišna predstava za decu "MARKO KRALJEVIĆ I MUSA KESEDŽIJA" (novembar 2014.)
- Pozorišna predstava za decu "ZEKOLOVKO" (jun 2014.)
- Pozorišna predstava "PRIJATELJSTVO, ZANAT NAJSTARIJI" (maj 2014.)
- Pozorišna predstava "MERLINKINA ISPOVEST" (januar 2014.)
- Pozorišna predstava "LOS YUGOSLAVOS" (Play Figaro) decembar 2013.
- Pozorišna predstava za decu "STUDENKO" (maj 2013.)
- Pozorišna predstava "TELO" (mart 2013.)
- Pozorišna predstava za decu "MILESA, STANKO I DEDA MRAZ" (decembar 2012.)
- Pozorišna predstava "ŠETNJA SA LAVOM" (novembar 2012.)
- Pozorišna predstava "SUNCE TUĐEG NEBA" (septembar 2012.)
- Pozorišna predstava za decu "UPLAKANA KATARINA" (jun 2012.)
- Pozorišna predstava "UJKA VANJA" (februar 2012.)
- Pozorišna predstava "GARAVI SOKAK" (februar 2012.)
- Pozorišna predstava za decu "DEDA MRAZ JE DAO OTKAZ" (decembar 2011.)
- Pozorišna predstava za decu "HALO, OVDE BOMBA" (septembar 2011.)
- Pozorišna predstava "2x2=2" (april 2011.)
- Pozorišna predstava za decu "VELIKA TAJNA" (decembar 2010.)
- Pozorišna predstava "NIKAD HEROIN" (septembar 2009.)
- Pozorišna predstava za decu "CRNO JAGNJE" (septembar 2009.)
- Pozorišna predstava "SASTANAK NA VRHU" (maj - novembar 2009.)
- Pozorišna predstava "HASANAGINICA" (mart 2009.) / koprod. CZKL
- Pozorišna predstava "POMORANDŽINA KORA" (decembar 2008.)
- Pozorišna predstava "CRKO BREZ NJEGA" (jun 2008.)
- Pozorišna predstava za decu "KALAMANDARIJA" (maj 2008.) / koprod. CZKL
- Pozorišna predstava za decu "DVE NOVOGODIŠNJE JELKE" (decembar 2007.)
- Pozorišna predstava "LUDI OD LJUBAVI" (oktobar 2007.)
- Etno performans "VODENIČARSKE PRIČE" (septembar 2007.)
- Pozorišna predstava "UKOKAJ MOGA MUŽA" (jun 2007.)
- Pozorišna predstava za decu "ARAM, BARAM" (april 2007.)
- Pozorišna predstava za decu "KUDA IDU STARE GODINE?" (decembar 2006.)
- Pozorišna predstava "KOVAČI" (decembar 2006.)
- Pozorišna predstava za decu "NOVOGODIŠNJA BAJKA" (decembar 2005.)
- Pozorišna predstava "SAN LETNJE NOĆI" (jun 2005.)
- Pozorišna predstava za decu "BITKA KOD ZEČIJE ŠUME" (decembar 2004.)
- Dokumentarni film "KOLUBARSKA BITKA" (decembar 2004.)
- Pozorišna predstava "ČELIK", koprodukcija sa KULT teatrom (februar 2004.)
- Pozorišna predstava za decu "ČAROBNJAK" (decembar 2003.)
- Pozorišna predstava "FRIZER ĆELAVE PEVAČICE" (maj 2003.)
- Kratki Tv film "AH DŽO", koprodukcija sa BK televizijom
- Pozorišna predstava "PRIJATELJSTVO, ZANAT NAJSTARIJI" (decembar 2001.)
- Radio drama "GLAS U GLAVI", koprodukcija sa Radio Lazarevcem (septembar 2001.)
- Pozorišna predstava za decu "SNOVIĐENJE" (decembar 2000.)
- Monodrama "SIRANO" (novembar 1998.)

## Tim pozorišta

### Uprava
- Ivana Nedeljković - direktor
- Maja Sofronijević - pomoćnik direktora

### Umetnički sektor[5]
- Bojana Radić - reditelj drame
- Irina Mitrović - koreograf/glumica
- Sonja Kotorčević - kostimograf
- Nevena Šurlan - scenograf
- Julujana Mićić - slikar/vajar u pozorištu
- Aleksandar Trmčić - glumac
- Jelena Cvjetić - glumica
- Ana Ćuk - glumica
- Mihaela Stamenković - glumica
- Danilo Petrović - glumac
- Boba Stojimirović - glumac
- Uglješa Spasojević - glumac
- Maja Jovanović - glumica
- Lazar Maksić - glumac
- Milica Stefanović - glumica
- Pero Bjeković - glumac
- Darko Bjeković - glumac
- Aleksandar Karić - glumac
- Jasmina Večanski - glumica
- Zoran Belošević - glumac
- Predrag Paunović - glumac

### Tehnički sektor
- Vladislav Milić - dizajner svetla/ šef tehnike
- Radimir Stamenković  - dizajner svetla
- Ivan Gospavić - majstor pozornice
- Jasmina Anđelković - ispicijent drame
- Ivan Đurović - tehničar svetla/tona
- Mirjana Pauča - šnajder/garderober
- Duško Korlat - kompozitor/video producent
- Dimitrije Maksimović - grafički dizajner

### Stručni sektor
- Slađana Kalik - orkanizator projekata i programa
- Marija Vlajić Anđelković - službenik za odnose sa

javnošću i marketing